# Bombylius succandidus
Bombylius succandidus är en tvåvingeart som beskrevs av Roberts 1928. Bombylius succandidus ingår i släktet Bombylius och familjen svävflugor. Inga underarter finns listade i Catalogue of Life.